# Ardices novaeguineae
Ardices novaeguineae là một loài bướm đêm thuộc phân họ Arctiinae, họ Erebidae.